# Clitocybe rhizophora
Clitocybe rhizophora är en svampart som först beskrevs av Josef Velenovský, och fick sitt nu gällande namn av Marcel Josserand. Clitocybe rhizophora ingår i släktet Clitocybe och familjen Tricholomataceae.   Inga underarter finns listade i Catalogue of Life.